# Bleichbach
El arroyo Bleichbach es un afluente izquierdo del Elz en el sur de Baden-Wurtemberg, Alemania. Su manantial está en el norte del término municipal de Freiamt. Fluye a través de los barrios Bleichheim y Wagenstadt de Herbolzheim y desemboca en el Elz directamente al lado de la carretera entre Herbolzheim y Rheinhausen.